# Heidmühlen
Heidmühlen, en baix alemany Heidmöhlen, és un municipi de l'amt de Boostedt-Rickling al districte de Segeberg a Slesvig-Holstein a Alemanya. El 30 de juny de 2014 tenia 686 habitants sobre una superfície de 17,83 km². Es troba a la landa de Segeberg, a la vora del Bosc de Segeberg. Dos rius, el Radesforder Au i el Rothenmühlenau s'hi barregen per formar l'Osterau, un dels darreres rius «selvatges» d'Alemanya.
La principal activitat des de sempre va ser l'agricultura i els serveis connexos. El molí d'aigua que va donar el nom al poble (mühle = molí i heid = landa), avui fora d'ús, es troba poc després de l'aiguabarreig de Radesforder Au i el Rothenmühlenau. L'escut resumeix l'essència del poble: la bruguerola típica de la landa, el riu i una roda de molí d'aigua.

## Llocs d'interès
- El parc natural d'Eekholt
- L'antic molí d'aigua
- L'antiga escola